# 野蠍鯰
野蠍鯰，為輻鰭魚綱鯰形目鼬鯰科的其中一種，為熱帶淡水魚，分布於南美洲瑪代拉河流域，體長可達16.1公分，棲息在底中層水域，生活習性不明。